# Queen Charlotte: A Bridgerton Story
Queen Charlotte: A Bridgerton Story (La reina Carlota: Una historia de Bridgerton, La reina Carlota: Una historia de Los Bridgerton o La reina Charlotte: una historia de Bridgerton) es una serie de drama histórico escrita por Shonda Rhimes y Julie Quinn para la plataforma de streaming de Netflix. Se trata de una precuela derivada de la serie de Netflix, Bridgerton, y se centra en el ascenso de la joven reina Carlota a la popularidad y a la Corona británica con un recorrido a lo largo de su juventud y transición a la adultez. La serie consta de seis episodios que se estrenaron el 4 de mayo de 2023.

## Sinopsis
Se presenta la historia de amor entre Carlota de Mecklemburgo-Strelitz y el rey Jorge III, así como los cambios sociales que provocará la reina. debido a que su arribo a la corte generó nuevas tradiciones de la alta sociedad londinense del siglo XIX. «A medida que aprende a navegar las vicisitudes del palacio, de las buenas costumbres de la alta sociedad y de su impredecible esposo, se va convirtiendo en una de las monarcas europeas más inolvidables».

## Reparto y personajes
- Golda Rosheuvel como la reina Carlota, la reina consorte del Reino Unido[9]
  - India Amarteifio como la joven reina Carlota[10]
- Adjoa Andoh como Lady Agatha Danbury.
  - Arsema Thomas como la joven Lady Agatha Danbury
- Ruth Gemmell como Violet Bridgerton.
  - Connie Jenkins-Greig como la joven Violet Ledger.
- Hugh Sachs como Brimsley.
  - Sam Clemmett como el joven Brimsley
- Michelle Fairley como la princesa Augusta
- Corey Mylchreest como el joven rey Jorge III[10]
- Richard Cunningham como Lord Bute.
- Tunji Kasim como Adolphus.
- Rob Maloney como el Doctor Real.
- Cyril Nri como Lord Danbury.
- Katie Brayben como Vivian Ledger.
- Keir Charles como Lord Ledger.
- Freddie Dennis como Reynolds.

## Producción

### Desarrollo
La serie se anunció en mayo de 2021, con Shonda Rhimes como showrunner. Y además ocupa el rol de escritora junto a Julie Quinn, quien es la autora de la saga original de Bridgerton. Esta historia que escriben conjuntamente no existía entre las obras de Quinn, por lo cual será publicada al mismo tiempo que el estreno del primer episodio de la serie. Rhimes también se desempeña como productora ejecutiva junto con Betsy Beers y el director Tom Verica. Anna O'Malley es la productora. En abril de 2022, el diseñador de producción Dave Arrowsmith fue despedido debido a acusaciones de acoso en el set.

### Casting
El 30 de marzo de 2022, se anunció que Golda Rosheuvel, Adjoa Andoh, Ruth Gemmell y Hugh Sachs retomaban sus personajes de Bridgerton. India Amarteifio, Michelle Fairley, Corey Mylchreest, Arsema Thomas, Sam Clemmett, Richard Cunningham, Tunji Kasim, Rob Maloney y Cyril Nri también fueron elegidos en el reparto. En junio de 2022, Katie Brayben y Keir Charles fueron elegidos para papeles secundarios. Un mes después, Connie Jenkins-Grieg se unió al elenco como una joven Violet Bridgerton.

### Rodaje
La serie estaba planificada previamente para comenzar a filmarse en enero de 2022. La producción comenzó el 6 de febrero de 2022, bajo el título provisional Jewels, y estaba previsto que finalizara en mayo de 2022. El director Tom Verica confirmó que la filmación había comenzado el 28 de marzo de 2022. La serie terminó el 30 de agosto de 2022. Se utilizaron como decorados el interior de locaciones reales ubicadas en Londres, Wiltshire, la Belton House en Lincolnshire y Bath.

## Estreno
La serie consta de seis episodios, los cuales se estrenaron en la plataforma de streaming Netflix el 4 de mayo de 2023.

## Recepción
A pocas horas de su estreno ha obtenido el 96 % de críticas favorables del público en el sitio web de reseñas Rotten Tomatoes, superando las calificaciones de las dos temporadas de Los Bridgerton. Asimismo la crítica especializada le otorgó comentarios elogiosos a los personajes y a las actuaciones.